# Zonosaurus laticaudatus
Espèce
Synonymes
- Gerrhosaurus laticaudatus Grandidier, 1869

Statut de conservation UICN

 LC  : Préoccupation mineure
Zonosaurus laticaudatus est une espèce de sauriens de la famille des Gerrhosauridae.

## Répartition
Cette espèce est endémique de Madagascar.

## Description

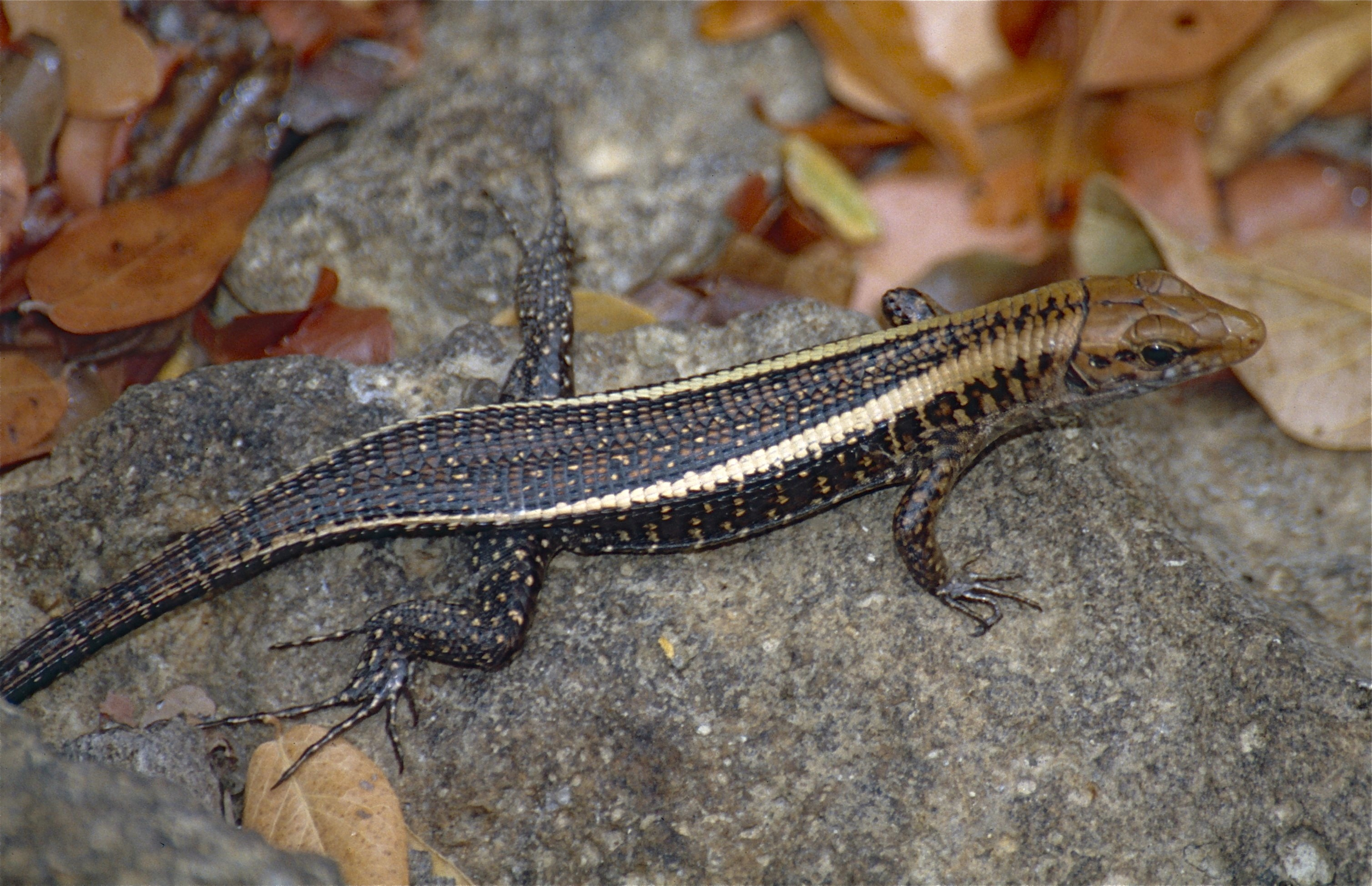
Zonosaurus laticaudatus (Forêt de Kirindy, Madagascar)

Cette espèce est ovipare. Elle mesure jusqu'à 50 cm de longueur totale.

## Publication originale
- Grandidier, 1869 : Descriptions de quelques animaux nouveaux découverts, pendant l'année 1869, sur la côte ouest de Madagascar. Revue et Magazine de Zoologie (Paris), ser. 2, vol. 21, p. 337-342 (texte intégral).